# لعبة البوكر العقلية
لعبة البوكر العقلية هو الاسم الذي اشتهرت به إحدى مشاكل التشفير في علم الحاسوب، والتي تهتم بكيفية اللعب بشكل نظيف بين عدة أطراف)اللاعبين (عن بعد بدون تدخل طرف ثالث)موزع الورق (. هذا المصطلح ينطبق أيضاً على النظريات التي تحيط بهذه المشكلة والحلولة المحتملة لها. الاسم مقتبس من لعبة الورق -البوكر- الشهيرة وهي إحدى ألعاب الورق التي تنطبق عليها هذه المشكلة.
يمكن شرح المشكلة تقنيا كالتالي: «كيف يمكن لشخص السماح للأشخاص المخوّل لهم فقط بأن يصلوا إلى معلومات معينة بدون استخدام وسيط؟». في هذه الحالة، أي بالاستغناء عن الطرف الثالث)الوسيط (، نكون قد تخلصنا من مشكلة ما إذا كان الطرف الثالث محل ثقة أم لا، وهذا أيضاً قد يساعد من تقليل التكاليف المترتبة على وجود طرف ثالث.
وبتطبيق ما ذكر على لعبة البوكر الإلكترونية: «عند تمرير الأوراق بين اللاعبين، علماً بأن كل لاعب في مكان مختلف عن الآخر، سيتعين على كل لاعب سحب مجموعته من الأوراق من بين مجموعة الأوراق التي ستصل إليه ومن ثم تمرير الباقي إلى اللاعب الآخر، في هذه الحالة، وبما أننا قد استغنينا عن الطرف الثالث)موزع الورق (، كيف يمكن أن نضمن عدم غشّ أي لاعب تصل إليه الأوراق بالإطلاع على الورق واختيار ما يناسبه بالانتقاء بدلاً من السحب العشوائي وبالتالي يكون مطلع على بقية الأوراق لدى باقي اللاعبين؟».
تم اقتراح عدة بروتوكولات لتساعد في حل هذه المشكلة، الأولى تم طرحها من قبل رونالد ريفست، أدي شامير ولن أدلمان والذين قاموا معاً بطرح خوارزمية RSA.

## توزيع الأوراق باستخدامالتشفيرالتبادلي
أحد اللوغاريثمات التي يمكن استخدامها لتوزيع الورق بدون تدخل طرف ثالث هي التشفير باستخدام العملية التبديلية. والتشفير باستخدام العملية التبديلية يعني أنه إذا تم تشفير البيانات أكثر من مرة فإن ترتيب فك التشفير لا يجب أن يتأثر بترتيب التشفير.